# Największe i najmniejsze jednostki terytorialne w Polsce
Największe i najmniejsze jednostki terytorialne w Polsce – zestawienie przedstawiające największe i najmniejsze jednostki podziału terytorialnego Polski.
Pod uwagę wzięto jednostki na poziomie lokalnym, tj. powiatowym i gminnym, a za cechę określającą wielkość jednostki przyjmowano (niezależnie) powierzchnię, liczbę ludności i gęstość zaludnienia. Zestawienie opracowano korzystając z Banku Danych Lokalnych prowadzonego przez Główny Urząd Statystyczny.

## Pod względem powierzchni
Podane w nawiasach liczby to powierzchnia wyrażona w kilometrach kwadratowych, według stanu na 2008 rok.
| Typ jednostki                                           | największy                | najmniejszy                  |
| ------------------------------------------------------- | ------------------------- | ---------------------------- |
| województwo                                             | mazowieckie (35558,47)    | opolskie (9411,87)           |
| powiat                                                  | białostocki (2976,45)     | bieruńsko-lędziński (158,04) |
| miasto na prawach powiatu                               | Warszawa (517,24)         | Świętochłowice (13,31)       |
| gmina miejska (bez miast na prawach powiatu)            | Kędzierzyn-Koźle (123,71) | Górowo Iławeckie (3,32)      |
| gmina wiejska                                           | Wałcz (574,89)            | Jejkowice (7,59)             |
| gmina miejsko-wiejska                                   | Pisz (633,7)              | Świątniki Górne (20,35)      |
| miasto w gminie miejsko-wiejskiej                       | Szczytna (80,38)          | Stawiszyn (0,99)             |
| obszar wiejski w gminie miejsko-wiejskiej               | Pisz (623,62)             | Suchedniów (15,55)           |
| powiat (ogólnie)                                        | białostocki (2976,45)     | Świętochłowice (13,31)       |
| gmina (ogólnie)                                         | Pisz (633,7)              | Górowo Iławeckie (3,32)      |
| gmina (wchodząca w skład powiatu)                       | Pisz (633,7)              | Górowo Iławeckie (3,32)      |
| gmina miejska (ogólnie)                                 | Warszawa (517,24)         | Górowo Iławeckie (3,32)      |
| miasto (ogólnie)                                        | Warszawa (517,24)         | Stawiszyn (0,99)             |
| teren wiejski (gm. wiejska lub w gm. miejsko-wiejskiej) | Pisz (623,62)             | Jejkowice (7,59)             |

## Pod względem liczby ludności
Liczby podane w nawiasach to ludność faktycznie zamieszkała według stanu w dniu 31 XII 2017.
- powiat ziemski
  - największy: poznański (381 630)
  - najmniejszy: sejneński (20 270)
- miasto na prawach powiatu
  - największe: Warszawa (1 764 615)
  - najmniejsze: Sopot (36 533)
- gmina miejska (bez miast na prawach powiatu)
  - największa: Piła (73 791)
  - najmniejsza: Krynica Morska (1302)
- gmina wiejska
  - największa: Długołęka (30 706)
  - najmniejsza: Dubicze Cerkiewne (1567)
- gmina miejsko-wiejska
  - największa: Piaseczno (82 526)
  - najmniejsza: Nowe Warpno (1644)
- miasto w gminie miejsko-wiejskiej
  - największe: Piaseczno (47 660)
  - najmniejsze: Opatowiec (338[1])
- obszar wiejski w gminie miejsko-wiejskiej
  - największy: Wieliczka (35 454)
  - najmniejszy: Nowe Warpno (448)
- powiat (ogólnie)
  - największy: Warszawa (1 764 615)
  - najmniejszy: sejneński (20 270)
- gmina (ogólnie)
  - największa: Warszawa (1 764 615)
  - najmniejsza: Krynica Morska (1302)
- gmina (wchodząca w skład powiatu)
  - największa: Piła (73 791)
  - najmniejsza: Krynica Morska (1302)
- gmina miejska (ogólnie)
  - największa: Warszawa (1 764 615)
  - najmniejsza: Krynica Morska (1302)
- miasto (ogólnie)
  - największe: Warszawa (1 764 615)
  - najmniejsze: Opatowiec (338[1])
- teren wiejski (gm. wiejska lub w gm. miejsko-wiejskiej)
  - największy: Wieliczka (35 454)
  - najmniejszy: Czarna Woda (386)

## Pod względem gęstości zaludnienia
Podane w nawiasach liczby to gęstość zaludnienia wyrażona w osobach na kilometr kwadratowy, obliczona na podstawie uśrednionej liczby ludności z 30 czerwca 2008 i 31 grudnia 2008 oraz powierzchni z 1 stycznia 2008.
- powiat
  - największy: pruszkowski (602,04)
  - najmniejszy: bieszczadzki (19,34)
- miasto na prawach powiatu
  - największe: Świętochłowice (4087,42)
  - najmniejsze: Świnoujście (207,19)
- gmina miejska (bez miast na prawach powiatu)
  - największa: Piastów (4008,68)
  - najmniejsza: Krynica Morska (11,71)
- gmina wiejska
  - największa: Buczkowice (553,11)
  - najmniejsza: Lutowiska (4,57)
- gmina miejsko-wiejska
  - największa: Wołomin (813,68)
  - najmniejsza: Nowe Warpno (7,95)
- miasto w gminie miejsko-wiejskiej
  - największe: Swarzędz (3512,82)
  - najmniejsze: Suraż (29,08)
- obszar wiejski w gminie miejsko-wiejskiej
  - największy: Świątniki Górne (418,04)
  - najmniejszy: Nowe Warpno (2,13)
- powiat (ogólnie)
  - największy: Świętochłowice (4087,42)
  - najmniejszy: bieszczadzki (19,34)
- gmina (ogólnie)
  - największa: Świętochłowice (4087,42)
  - najmniejsza: Lutowiska (4,57)
- gmina (wchodząca w skład powiatu)
  - największa: Piastów (4008,68)
  - najmniejsza: Lutowiska (4,57)
- gmina miejska (ogólnie)
  - największa: Świętochłowice (4087,42)
  - najmniejsza: Krynica Morska (11,71)
- miasto (ogólnie)
  - największe: Świętochłowice (4087,42)
  - najmniejsze: Krynica Morska (11,71)
- teren wiejski (gm. wiejska lub w gm. miejsko-wiejskiej)
  - największy: Buczkowice (553,11)
  - najmniejszy: Nowe Warpno (2,13)

## Podsumowanie
Wszystkie jednostki terytorialne występujące w powyższych zestawieniach zostały poniżej uporządkowane według województw.
- dolnośląskie
  - Szczytna – największe pod względem powierzchni miasto w gminie miejsko-wiejskiej
- małopolskie
  - Chełmiec – największa pod względem ludności gmina wiejska
  - Świątniki Górne – najmniejsza pod względem powierzchni gmina miejsko-wiejska
  - Świątniki Górne – najgęściej zaludniony obszar wiejski w gminie miejsko-wiejskiej
  - Wieliczka – największy pod względem ludności teren wiejski
- mazowieckie
  - Piaseczno – największa pod względem ludności gmina miejsko-wiejska
  - Piastów – najgęściej zaludniona gmina wchodząca w skład powiatu
  - pruszkowski – najgęściej zaludniony powiat
  - Warszawa – największe pod względem powierzchni miasto, największy pod względem ludności powiat, największa pod względem ludności gmina, największe pod względem ludności miasto
  - Wołomin – najgęściej zaludniona gmina miejsko-wiejska
  - Wyśmierzyce – najmniejsze pod względem ludności miasto
- opolskie
  - Kędzierzyn-Koźle – największa pod względem powierzchni gmina miejska (bez miast na prawach powiatu)
  - Nysa – największe pod względem ludności miasto w gminie miejsko-wiejskiej
- podkarpackie
  - bieszczadzki – najrzadziej zaludniony powiat
  - Cisna – najmniejsza pod względem ludności gmina wiejska
  - Lutowiska – najrzadziej zaludniona gmina
- podlaskie
  - białostocki – największy pod względem powierzchni powiat
  - sejneński – najmniejszy pod względem ludności powiat
  - Suraż – najrzadziej zaludnione miasto w gminie miejsko-wiejskiej
- pomorskie
  - Krynica Morska – najmniejsza pod względem ludności gmina, najrzadziej zaludnione miasto
  - Sopot – najmniejsze pod względem ludności miasto na prawach powiatu
- śląskie
  - bieruńsko-lędziński – najmniejszy pod względem powierzchni powiat
  - Buczkowice – najgęściej zaludniony teren wiejski
  - Jejkowice – najmniejszy pod względem powierzchni teren wiejski
  - Świętochłowice – najmniejszy pod względem powierzchni powiat, najgęściej zaludniony powiat, najgęściej zaludniona gmina, najgęściej zaludnione miasto
- świętokrzyskie
  - Suchedniów – najmniejszy pod względem powierzchni obszar wiejski w gminie miejsko-wiejskiej
- warmińsko-mazurskie
  - Górowo Iławeckie – najmniejsza pod względem powierzchni gmina
  - Pisz – największa pod względem powierzchni gmina
  - Pisz – największy pod względem powierzchni teren wiejski
- wielkopolskie
  - poznański – największy pod względem ludności powiat
  - Stawiszyn – najmniejsze pod względem powierzchni miasto
  - Swarzędz – najgęściej zaludnione miasto w gminie miejsko-wiejskiej
- zachodniopomorskie
  - Nowe Warpno – najmniejsza pod względem ludności gmina miejsko-wiejska, najrzadziej zaludniona gmina miejsko-wiejska
  - Nowe Warpno – najmniejszy pod względem ludności teren wiejski, najrzadziej zaludniony teren wiejski
  - Świnoujście – najrzadziej zaludnione miasto na prawach powiatu
  - Wałcz – największa pod względem powierzchni gmina wiejska